# La Llorona: Prokletá žena
La Llorona: Prokletá žena (v anglickém originále The Curse of La Llorona) je americký nadpřirozený horor z roku 2019, který režíroval Michael Chaves jako svůj režijní debut a k němuž napsali scénář Mikki Daughtry a Tobias Iaconis. Film vychází z latinskoamerického folklóru o pomstychtivém duchovi označovaném jako La Llorona. Snímek produkoval James Wan prostřednictvím své společnosti Atomic Monster. Odehrává se v rámci společného fikčního světa The Conjuring Universe, není však považován za díl této franšízy.

## Příběh
V Mexiku roku 1673 si na poli užívá rodina klidný den. Nejmladší syn dává matce náhrdelník. Chlapec se vydá na krátkou procházku, po chvíli najde matku, jak násilně topí jeho bratra v potoce. Vyděšený začne utíkat, matka ho ale chytí. Jeho další osud je neznámý.
O 300 let později, v roce 1973 v Los Angeles, vyšetřuje sociální pracovnice Anna záškoláctví dvou dětí Patricie Alvarezové. Když přijde do Patriciina domu na kontrolu sociálních dávek, najde děti zamčené za dveřmi. Patricie ji varuje, aby se od dveří vzdálila. Když neuposlechne, vystrašená Patricie Annu napadne. Následně je odvedena policií. Patriciini synové Carlos a Tomas Anně řeknou, aby je nechala v pokoji, že jsou tak chráněni. Nedbajíc jejich varování je odvede do dětského domova. Když se chlapci chystají spát, spatří ženu v bílých šatech, která je napadne.
Chlapci jsou nalezeni utopení v řece. Na místo je přivolána Anna. Přivede s sebou své vlastní děti, Chrise a Sama. Ti zůstávají v autě, zatímco ona vyšetřuje případ. Patricie je obviněná z vraždy svých synů. Ta se brání, že to byla Annina vina, protože jí vzala syny, když se Patricie snažila zastavit zlovolnou sílu "La Llorony".
Chris ze zvědavosti opustí auto a potká La Lloronu. Ta ho napadna, chytne ho za zápěstí, které mu popálí. Pronásleduje ho zpět k autu. Anna se vrací, rodina z místa činu odjíždí a duch La Llorony zmizí. Druhý den La Llorona chytí i Sama a zanechá na něm stejné popáleniny. Anna vyslýchá Patricii, která má na dobu smrti svých synů alibi. Patricie prozradí, že se ve své nenávisti k Anně modlila k La Lloroně, aby jí přivedla zpět její vlastní chlapce a místo nich si vzala Anniny děti. Brzy poté se Anna setká s La Lloronou, když se duch pokusí utopit Sama ve vaně. Duch zanechá popáleniny i na Annině ruce. Ta vyhledá pomoc otce Pereze, který případ spojí se svými předchozími zkušenostmi se strašidelnou porcelánovou panenkou. Otec Perez Anně poví o bývalém knězi Rafaelu Olverovi, který se mezitím stal lidovým šamanem. Ten by jim mohl pomoci. Rafael přijíždí do Annina domu a rozestaví předměty na ochranu. V noci je La Llorona opakovaně napadne a pokusí se Annu a Sama utopit v bazénu. Anna v zápase strhne La Lloroně náhrdelník, který ji dal její nejmladší syn.
Patricie přichází s pistolí a snaží se předat Anniny děti La Lloroně, Sam a Chris dokážou utéct. Patricie si uvědomí, že nemůže dopustit, aby jiná matka cítila stejnou bolest jako ona, a nemohla už své děti přivést zpět k životu. Vzpamatuje se a propustí Annu. Ta se vydá pomoci dětem. Chris La Lloronu zdrží tím, že jí ukáže náhrdelník. To ji přiměje, aby na krátkou chvíli převzala svou lidskou podobu, přičemž si ho představuje jako svého skutečného syna. Sam však omylem odhalí zrcadlo, La Llorona se vrátí do své zlé podoby a začne na ně útočit. Anna jí probodne hruď křížem z Ohnivého stromu, který jí daroval Rafael. Tyto stromy rostly u řeky, kde La Llorona utopila své děti, a byly jediným svědkem jejího krutého činu. Duch je zničen.
Anna a její děti děkují Rafaelovi za pomoc.

## Obsazení
- Linda Cardellini jako Anna
- Roman Christou jako Chris
- Jaynee-Lynne Kinchen jako Samantha
- Raymond Cruz jako Rafael
- Marisol Ramirez jako La Llorona
- Patricia Velásquez jako Patricia Alvarez
- Sean Patrick Thomas jako detektiv Cooper
- Tony Amendola jako otec Perez
- Irene Keng jako Donna
- Oliver Alexander jako Carlos
- Aiden Lewandowski jako Tomas
- Paul Rodriguez jako strážník Carlo
- John Marshall Jones jako pan Hankins
- Ricardo Mamood-Vega jako Perez
- Jaydan Valdivia jako Diego

## Vydání a ohlasy
Premiéra filmu se konala 15. března 2019 na festivalu South by Southwest. Dne 19. dubna 2019 byl film uveden do kin ve Spojených státech. Film získal smíšené až nepříznivé recenze, ale celosvětově utržil 123,1 milionu dolarů při rozpočtu 9 milionů dolarů.

## Ocenění
| Rok  | Ocenění                           | Kategorie                                       | Nominace                  | Výsledek |
| ---- | --------------------------------- | ----------------------------------------------- | ------------------------- | -------- |
| 2019 | California on Location Awards     | Manažer lokací roku - studiový celovečerní film | Adam Robinson             | Nominace |
| 2019 | Golden Trailer Awards             | Nejlepší hororový plakát                        | La Llorona: Prokletá žena | Nominace |
| 2019 | Filmové a televizní ceny MTV 2019 | Nejstrašidelnější výkon                         | Linda Cardellini          | Nominace |